# Congresul Național Indian
Congresul Național Indian (în engleză Indian National Congress) este un partid politic indian, fondat în anul 1885 de către A.O. Hume, al cărui liderul actual este Mallikarjun Kharge.
Partidul tipărește și o publicație numită Congress Sandesh. Organizația de tineret a partidului se numește Indian Youth Congress.
La alegerile parlamentare din anul 2004, organizația a obținut 103.405.272 de voturi (26,7 %, adică 145 locuri în Parlament).